# Neutrí estèril
En física de partícules, els neutrins estèrils són partícules hipotètiques que no interaccionen per mitjà de cap de les interaccions fonamentals del model estàndard, llevat de la gravetat.
Els neutrins estèrils són neutrins amb quiralitat destra, i es distingeixen dels neutrins actius coneguts (amb quiralitat esquerrana) en el model estàndard car aquests darrers actuen sota la interacció feble. El terme pot ser utilitzat en un sentit més general per a referir-se a tot fermió neutre en el nombre quàntic d'isoespín feble (Els neutrins estèrils sovint són descrits com a leptons pesants neutres, Neutral Heavy Leptons NHL, o leptons neutres pesants, Heavy Neutron Leptons, HNLs).
Els neutrins estèrils pertanyerien a una representació singlet pel que fa a la interacció forta i a la interacció feble, amb zero càrrega elèctrica, zero hipercàrrega feble, zero isoespín feble, i, igual que amb els altres leptons, zero càrrega de color, tot i que tindrien un B-L (nombre bariònic B menys nombre leptònic L) igual a -1. Si el model estàndard forma part d'una hipotètica teoria unificada SO(10), tindrien una càrrega X = -5. L'antineutrí esquerrà tindria B-L = 1 i X = 5. La massa dels neutrins dretans és desconeguda i podria tenir un valor d'entre 1015 GeV i menys d'un eV. El nombre de tipus de neutrins estèrils és desconegut. Això contrasta amb el nombre de tipus de neutrins actius, que ha de coincidir amb la de leptons carregats i generacions de quarks per assegurar l'absència d'anomalia en la interacció electrofeble.
Els neutrins estèrils han estat proposats per ajudar a resoldre una sèrie de problemes no resolts en física de partícules i cosmologia, com l'origen de la massa dels neutrins o la matèria fosca. La recerca de neutrins estèrils és per aquesta raó una àrea activa de la física de partícules. Si n'hi ha i la seva massa és menor que l'energia de les col·lisions, es poden produir en el laboratori i barrejar-se amb els neutrins ordinaris.